# Solanum apaporanum
Solanum apaporanum är en potatisväxtart som beskrevs av Richard Evans Schultes. Solanum apaporanum ingår i släktet skattor som ingår i familjen potatisväxter. Inga underarter finns listade i Catalogue of Life.